# Рівайвелізм
Рівайвелізм (англ. revival — «відродження», «пробудження») — рух у протестантизмі, що виник в XVIII ст. у відповідь на перетворення християнства в офіційне моральне вчення. Головною особливістю рівайвелізму — екзальтоване переживання особистої зустрічі з Богом і наступаючого кінця світу. Рівайвелісти спочатку не мали організації і являли собою стихійні молитовні групи і гуртки з вивчення Біблії, в яких провідна роль належала харизматичним лідерам і мандрівним проповідникам. Церковні обряди і ієрархія при цьому відходила на другий план або навіть сходила нанівець.
Першими значними рівайвелістами були Джонатан Едвардс, Ч. Фінні, Д. Муді, Р. Торре.

## Приклади
- Велике пробудження
- П'ятидесятники
- Пієтизм
- Лестадіанство